# Nova Șîbka, Rozdilna
Nova Șîbka (în ucraineană Нова Шибка) este un sat în comuna Zaharivka din raionul Rozdilna, regiunea Odesa, Ucraina.

## Demografie
Componența lingvistică a localității Nova Șîbka
     Ucraineană (100%)
Conform recensământului din 2001, toată populația localității Nova Șîbka era vorbitoare de ucraineană (100%).